# Balirampur
Balirampur (nep. बलिरामपुर) – gaun wikas samiti w środkowej części Nepalu w strefie Narajani w dystrykcie Bara. Według nepalskiego spisu powszechnego z 2001 roku liczył on 781 gospodarstw domowych i 5475 mieszkańców (2656 kobiet i 2819 mężczyzn).